# Championnat d'Uruguay de football 2018
Navigation
Saison précédente Saison suivante
La saison 2018 du Championnat d'Uruguay de football est la cent-dix-septième édition du championnat de première division en Uruguay. Les seize meilleurs clubs du pays s'affrontent lors de trois tournois saisonniers, Ouverture, Intermédiaire et Clôture. Les vainqueurs des tournois Ouverture et Clôture s'affrontent pour déterminer le champion d'Uruguay. La relégation est déterminée par un classement cumulé des deux dernières saisons. Le Peñarol est le tenant du titre.
Le Club Atlético Peñarol remporte le championnat en battant en phase finale son grand rival le Club Nacional de Football sur le score de deux buts à un après prolongations.

## Organisation
Le championnat se déroule en trois temps distincts : le tournoi d'ouverture de février à mai, le tournoi intermédiaire de mai à juillet et le tournoi de fermeture d'août à novembre.

## Qualifications continentales
Les quatre premiers du classement cumulé joueront la Libertadores tandis que les 5e, 6e et 7e de ce même classement obtiennent leur billet pour la Sudamericana, tout comme le vainqueur du tournoi Intermedio. Si le vainqueur du tournoi Intermedio termine parmi les sept premiers du classement cumulé, c'est le 8e de ce classement qui récupère la place en Sudamericana.

## Les clubs participants
Alors que le Centro Cultural y Deportivo El Tanque Sisley avait validé son maintien en première division en remportant le barrage de relégation en battant le Sud América il est exclu du championnat le 2 février 2018 par la fédération uruguayenne de football à cause d'un endettement bien trop important. 
| Club                             | Entraîneur           | Ville      | Stade                                   | Capacité |
| -------------------------------- | -------------------- | ---------- | --------------------------------------- | -------- |
| Club Atlético Atenas             | Miguel Falero        | San Carlos | Estadio Atenas                          | 6 000    |
| Club Atlético Boston River       | Alejandro Apud       | Montevideo | Estadio Parque Artigas Las Piedras      | 12 000   |
| Club Atlético Cerro              | Fernando Correa      | Montevideo | Estadio Luis Tróccoli                   | 24 000   |
| Danubio Fútbol Club              | Pablo Peirano        | Montevideo | Jardines del Hipódromo                  | 14 401   |
| Defensor Sporting Club           | Eduardo Acevedo      | Montevideo | Estadio Luis Franzini                   | 18 000   |
| Centro Atlético Fénix            | Juan Ramón Carrasco  | Montevideo | Estadio Parque Capurro                  | 5 500    |
| Liverpool Fútbol Club            | Paulo Pezzolano      | Montevideo | Estadio Belvedere                       | 10 000   |
| Montevideo Wanderers Fútbol Club | Eduardo Espinel      | Montevideo | Parque Alfredo Víctor Viera             | 7 420    |
| Club Nacional de Football        | Alexander Medina     | Montevideo | Estadio Gran Parque Central             | 23 500   |
| Club Atlético Peñarol            | Leonardo Ramos       | Montevideo | Estadio Campeón del Siglo               | 40 000   |
| Club Atlético Progreso           | Marcelo Méndez       | Montevideo | Estadio Parque Abraham Paladino         | 8 000    |
| Racing Club de Montevideo        | Hernán Rodrigo López | Montevideo | Estadio Osvaldo Roberto                 | 4,500    |
| Rampla Juniors Fútbol Club       | Julio Fuentes        | Montevideo | Estadio Olímpico                        | 9 500    |
| Club Atlético River Plate        | Pablo Tiscornia      | Montevideo | Parque Federico Omar Saroldi            | 5 624    |
| Club Atlético Torque             | Pablo Marini         | Montevideo | Stade municipal Casto Martínez Laguarda | 3 800    |

## Compétition

### Tournoi d'ouverture
| Rang | Équipe                           | Pts | J  | G  | N | P | Bp | Bc | Diff |
| ---- | -------------------------------- | --- | -- | -- | - | - | -- | -- | ---- |
| 1    | Club Nacional de Football        | 36  | 15 | 12 | 2 | 1 | 26 | 8  | +18  |
| 2    | Club Atlético Peñarol T          | 36  | 15 | 11 | 3 | 1 | 28 | 10 | +18  |
| 3    | Danubio Fútbol Club              | 30  | 15 | 9  | 3 | 3 | 23 | 13 | +10  |
| 4    | Defensor Sporting Club           | 30  | 15 | 9  | 3 | 3 | 28 | 20 | +8   |
| 5    | Liverpool Fútbol Club            | 27  | 15 | 7  | 4 | 4 | 17 | 16 | +1   |
| 6    | CA River Plate                   | 25  | 15 | 7  | 4 | 4 | 28 | 22 | +6   |
| 7    | Club Atlético Cerro              | 25  | 15 | 7  | 4 | 4 | 16 | 18 | -2   |
| 8    | Club Atlético Progreso P         | 21  | 15 | 6  | 3 | 6 | 25 | 17 | +8   |
| 9    | Centro Atlético Fénix            | 20  | 15 | 6  | 2 | 7 | 18 | 18 | 0    |
| 10   | Club Atlético Boston River       | 19  | 15 | 5  | 5 | 5 | 17 | 21 | -4   |
| 11   | Montevideo Wanderers Fútbol Club | 18  | 15 | 5  | 3 | 7 | 14 | 20 | -6   |
| 12   | Club Atlético Atenas P           | 16  | 15 | 5  | 1 | 9 | 11 | 27 | -16  |
| 13   | Racing Club de Montevideo        | 12  | 15 | 3  | 3 | 9 | 14 | 24 | -10  |
| 14   | Club Atlético Torque P           | 10  | 15 | 2  | 4 | 9 | 13 | 27 | -14  |
| 15   | Rampla Juniors Fútbol Club       | 10  | 15 | 2  | 4 | 9 | 12 | 27 | -15  |
| 16   | El Tanque Sisley                 | 0   | 0  | 0  | 0 | 0 | 0  | 0  | 0    |

| Résultats (▼dom., ►ext.)                                   | ATE | BOS | CER | DAN | DEF | ETS | FEN | LIV | MWA | NAT | PEN | PRO | RAC | RAM | RIV | TOR |
| Atenas                                                     |     |     |     |     |     | -   | 3-1 |     | 2-1 |     | 0-2 | 0-6 | 1-0 |     |     | 2-0 |
| Boston River                                               | 1-0 |     |     |     |     | -   | 0-3 |     | 1-3 |     |     | 3-2 | 2-1 |     |     | 1-1 |
| Cerro                                                      | 1-0 | 2-3 |     | 3-2 |     | -   |     |     | 1-1 |     |     | 0-3 |     | 2-0 |     | 1-1 |
| Danubio                                                    | 5-0 | 0-0 |     |     | 2-1 | -   |     |     | 0-3 |     | 1-2 |     | X-X | 3-1 |     |     |
| Defensor                                                   | 3-0 | 2-1 | 2-1 |     |     | -   | 3-2 | 1-0 |     |     |     | 1-1 |     |     | 5-2 | 2-1 |
| El Tanque Sisley                                           | -   | -   | -   | -   | -   | -   | -   | -   | -   | -   | -   | -   | -   | -   | -   |     |
| Fénix                                                      |     |     | 0-0 | 0-1 |     | -   |     |     | 1-1 |     | 0-3 | 2-0 | 0-1 | 3-1 |     |     |
| Liverpool                                                  | 1-0 | 2-2 |     |     |     | -   | 1-2 |     | 2-0 |     |     | 1-1 | 2-1 |     |     | 1-0 |
| Montevideo Wanderers                                       |     |     | 0-1 | 0-1 | 1-2 | -   |     |     |     | 0-2 | 1-1 |     |     | 1-1 | 0-3 |     |
| Nacional                                                   | 2-1 | 1-0 | 4-0 |     | 2-0 | -   | 2-1 | 0-0 |     |     |     |     |     |     | 1-0 |     |
| Peñarol                                                    |     | 2-1 |     | 1-1 | 4-1 | -   |     | 2-1 |     | 1-1 |     |     |     | 2-1 | 4-1 |     |
| Progreso                                                   |     |     | 0-1 | 1-1 |     | -   |     |     | 0-1 | 2-1 | 0-1 |     | 3-0 | 4-1 |     |     |
| Racing Club                                                |     |     | 1-2 | 1-2 | 2-2 | -   |     |     | 2-3 | 0-1 | 0-2 |     |     | 2-1 |     |     |
| Rampla Juniors                                             | 1-1 | 0-0 |     |     | 1-1 | -   |     | 1-2 |     | 0-3 |     |     |     |     | 1-2 | 2-1 |
| CA River Plate                                             | 3-1 | 2-2 | 1-1 |     |     | -   | 2-1 | 5-0 |     |     |     | 4-2 | 1-1 |     |     | 2-2 |
| Torque                                                     |     |     |     | 0-3 |     | -   | 0-2 |     | 1-2 | 2-4 | 2-0 | 0-3 | 2-2 |     |     |     |
| - Victoire à domicile - Match nul - Victoire à l'extérieur |     |     |     |     |     |     |     |     |     |     |     |     |     |     |     |     |

### Tournoi intermédiaire
| Rang | Équipe                           | Pts | J | G | N | P | Bp | Bc | Diff |
| ---- | -------------------------------- | --- | - | - | - | - | -- | -- | ---- |
| 1    | Club Nacional de Football        | 17  | 7 | 5 | 2 | 0 | 19 | 5  | +14  |
| 2    | Club Atlético Cerro              | 13  | 7 | 3 | 4 | 0 | 9  | 5  | +4   |
| 3    | Danubio Fútbol Club              | 10  | 7 | 3 | 1 | 3 | 12 | 12 | 0    |
| 4    | Racing Club de Montevideo        | 10  | 7 | 3 | 1 | 3 | 5  | 9  | -4   |
| 5    | Montevideo Wanderers Fútbol Club | 9   | 7 | 3 | 0 | 4 | 8  | 10 | -2   |
| 6    | Liverpool Fútbol Club            | 8   | 7 | 2 | 2 | 3 | 10 | 11 | -1   |
| 7    | Rampla Juniors Fútbol Club       | 6   | 7 | 2 | 0 | 5 | 9  | 14 | -5   |
| 8    | Centro Atlético Fénix            | 5   | 7 | 1 | 2 | 4 | 7  | 13 | -6   |

| Rang | Équipe                     | Pts | J | G | N | P | Bp | Bc | Diff |
| ---- | -------------------------- | --- | - | - | - | - | -- | -- | ---- |
| 1    | Club Atlético Torque       | 13  | 6 | 4 | 1 | 1 | 10 | 6  | +4   |
| 2    | Club Atlético Peñarol      | 12  | 6 | 4 | 0 | 2 | 20 | 10 | +10  |
| 3    | CA River Plate             | 9   | 6 | 2 | 3 | 1 | 5  | 9  | -4   |
| 4    | Club Atlético Atenas       | 8   | 6 | 2 | 2 | 2 | 6  | 5  | +1   |
| 5    | Club Atlético Progreso     | 6   | 6 | 1 | 3 | 2 | 5  | 7  | -2   |
| 6    | Defensor Sporting Club     | 6   | 6 | 2 | 0 | 4 | 4  | 8  | -4   |
| 7    | Club Atlético Boston River | 4   | 6 | 1 | 1 | 4 | 2  | 7  | -5   |

| Finale du tournoi intermédiaire | Club Nacional de Football                   | 3-2 | Club Atlético Torque  | Stade Centenario, Montevideo |  |
| 10 juin 2018                    | Luis Aguiar 66e 71e · Gonzalo Bergessio 90e |     | Darío Pereira 21e 38e |                              |  |

Club Nacional de Football remporte le tournoi intermédiaire.

### Tournoi de fermeture
| Rang | Équipe                           | Pts | J  | G  | N | P | Bp | Bc | Diff |
| ---- | -------------------------------- | --- | -- | -- | - | - | -- | -- | ---- |
| 1    | Club Atlético Peñarol T          | 36  | 15 | 11 | 3 | 1 | 25 | 10 | +15  |
| 2    | Club Nacional de Football        | 30  | 15 | 9  | 3 | 3 | 19 | 14 | +5   |
| 3    | Montevideo Wanderers Fútbol Club | 28  | 15 | 8  | 4 | 3 | 26 | 20 | +6   |
| 4    | Racing Club de Montevideo        | 25  | 15 | 7  | 4 | 4 | 16 | 12 | +4   |
| 5    | Liverpool Fútbol Club            | 23  | 15 | 7  | 5 | 3 | 20 | 13 | +7   |
| 6    | Defensor Sporting Club           | 22  | 15 | 6  | 4 | 5 | 23 | 19 | +4   |
| 7    | Club Atlético Progreso P         | 22  | 15 | 6  | 4 | 5 | 21 | 19 | +2   |
| 8    | Rampla Juniors Fútbol Club       | 21  | 15 | 5  | 6 | 4 | 16 | 16 | 0    |
| 9    | Club Atlético Cerro              | 21  | 15 | 5  | 6 | 4 | 22 | 23 | -1   |
| 10   | Danubio Fútbol Club              | 20  | 15 | 4  | 8 | 3 | 13 | 15 | -2   |
| 11   | Club Atlético Torque P           | 18  | 15 | 4  | 6 | 5 | 16 | 18 | -2   |
| 12   | Centro Atlético Fénix            | 18  | 15 | 5  | 3 | 7 | 16 | 19 | -3   |
| 13   | CA River Plate                   | 15  | 15 | 4  | 3 | 8 | 20 | 33 | -13  |
| 14   | Club Atlético Boston River       | 14  | 15 | 4  | 2 | 9 | 14 | 22 | -8   |
| 15   | Club Atlético Atenas P           | 13  | 15 | 2  | 7 | 6 | 12 | 24 | -12  |

| Résultats (▼dom., ►ext.)                                   | ATE | BOS | CER | DAN | DEF | FEN | LIV | MWA | NAT | PEN | PRO | RAC | RAM | RIV | TOR |
| Atenas                                                     |     | .   | .   | .   | .   | .   | .   | .   | .   | .   | .   | .   | .   | .   | .   |
| Boston River                                               | .   |     | .   | .   | .   | .   | .   | .   | .   | .   | .   | .   | .   | .   | .   |
| Cerro                                                      | .   | .   |     | .   | .   | .   | .   | .   | .   | .   | .   | .   | .   | .   | .   |
| Danubio                                                    | .   | .   | .   |     | .   | .   | .   | .   | .   | .   | .   | .   | .   | .   | .   |
| Defensor                                                   | .   | .   | .   | .   |     | .   | .   | .   | .   | .   | .   | .   | .   | .   | .   |
| Fénix                                                      | .   | .   | .   | .   | .   |     | .   | .   | .   | .   | .   | .   | .   | .   | .   |
| Liverpool                                                  | .   | .   | .   | .   | .   | .   |     | .   | .   | .   | .   | .   | .   | .   | .   |
| Montevideo Wanderers                                       | .   | .   | .   | .   | .   | .   | .   |     | .   | .   | .   | .   | .   | .   | .   |
| Nacional                                                   | .   | .   | .   | .   | .   | .   | .   | .   |     | .   | .   | .   | .   | .   | .   |
| Peñarol                                                    | .   | .   | .   | .   | .   | .   | .   | .   | .   |     | .   | .   | .   | .   | .   |
| Progreso                                                   | .   | .   | .   | .   | .   | .   | .   | .   | .   | .   |     | .   | .   | .   | .   |
| Racing Club                                                | .   | .   | .   | .   | .   | .   | .   | .   | .   | .   | .   |     | .   | .   | .   |
| Rampla Juniors                                             | .   | .   | .   | .   | .   | .   | .   | .   | .   | .   | .   | .   |     | .   | .   |
| CA River Plate                                             | .   | .   | .   | .   | .   | .   | .   | .   | .   | .   | .   | .   | .   |     | .   |
| Torque                                                     | .   | .   | .   | .   | .   | .   | .   | .   | .   | .   | .   | .   | .   | .   |     |
| - Victoire à domicile - Match nul - Victoire à l'extérieur |     |     |     |     |     |     |     |     |     |     |     |     |     |     |     |

### Phase finale
La demi-finale oppose les vainqueurs des deux moitiés du championnat, Club Nacional de Football vainqueur du tournoi d'Ouverture et Club Atlético Peñarol vainqueur de celui de Fermeture. Si Peñarol remporte le match le 11 novembre, il sera déclaré champion d'Uruguay, puisque vainqueur du classement général cumulé il est aussi qualifié pour la finale. Si le Nacional remporte la demi-finale, il jouera une deuxième fois contre le Peñarol. Ce scénario c'est déjà produit la saison précédente.
|  | Demi-finales        | Demi-finales              | Demi-finales          | Demi-finales          |   |   | Finale | Finale | Finale | Finale |
|  |                     |                           |                       |                       |   |   |        |        |        |        |
|  |                     |                           |                       |                       |   |   |        |        |        |        |
|  | Vainqueur Ouverture | Club Nacional de Football | 1                     | 1                     |   |   |        |        |        |        |
|  | Vainqueur Ouverture | Club Nacional de Football | 1                     | 1                     |   |   |        |        |        |        |
|  | Vainqueur Clôture   | Club Atlético Peñarol     | 2 a. p.               | 2 a. p.               |   |   |        |        |        |        |
|  | Vainqueur Clôture   | Club Atlético Peñarol     | 2 a. p.               | 2 a. p.               |   |   |        |        |        |        |
|  |                     |                           |                       |                       |   |   |        |        |        |        |
|  |                     |                           | 1er classement cumulé | Club Atlético Peñarol | - | - |        |        |        |        |
|  |                     |                           |                       |                       | - | - |        |        |        |        |
|  |                     |                           |                       |                       |   |   |        |        |        |        |
|  |                     |                           |                       |                       |   |   |        |        |        |        |
|  |                     |                           |                       |                       |   |   |        |        |        |        |

Le Club Atlético Peñarol remporte le championnat d'Uruguay dès sa victoire 2-1 sur le Nacional en demi-finale.
| Demi-finale            | Club Nacional de Football | 1-2        | Club Atlético Peñarol                                   | Stade Centenario, Montevideo                                                   |                                                                                |
| 11 novembre 2018 16:30 | Matías Zunino 47e         | (0-0, 1-1) | Fabricio Formiliano 71e · Cristian Rodríguez 95e (pen.) | Arbitrage : Daniel Fedorczuk Arbitres assistants : Nicolás Tarán Miguel Nievas | Arbitrage : Daniel Fedorczuk Arbitres assistants : Nicolás Tarán Miguel Nievas |
| 11 novembre 2018 16:30 | Rapport                   |            |                                                         | Arbitrage : Daniel Fedorczuk Arbitres assistants : Nicolás Tarán Miguel Nievas | Arbitrage : Daniel Fedorczuk Arbitres assistants : Nicolás Tarán Miguel Nievas |

## Bilan de la saison
| Championnat d'Uruguay de football 2018 |                                   |
| Champion                               | Club Atlético Peñarol (52e titre) |
| Qualifications continentales           |                                   |
| Copa Libertadores 2019                 | Club Atlético Peñarol             |
| Copa Libertadores 2019                 | Club Nacional de Football         |
| Copa Libertadores 2019                 | Danubio Fútbol Club               |
| Copa Libertadores 2019                 | Defensor Sporting Club            |
| Copa Sudamericana 2019                 | Club Atlético Cerro               |
| Copa Sudamericana 2019                 | Liverpool Fútbol Club             |
| Copa Sudamericana 2019                 | Montevideo Wanderers Fútbol Club  |
| Copa Sudamericana 2019                 | CA River Plate                    |
| Promotions et relégations              |                                   |
| Promus en Primera División             | Cerro Largo Fútbol Club           |
| Promus en Primera División             | Club Atlético Juventud            |
| Promus en Primera División             | Plaza Colonia                     |
| Relégués en Primera B                  | El Tanque Sisley                  |
| Relégués en Primera B                  | Club Atlético Torque              |
| Relégués en Primera B                  | Club Atlético Atenas              |